# Ancistragrostis
Ancistragrostis là một chi thực vật có hoa trong họ Hòa thảo (Poaceae).

## Loài
Chi Ancistragrostis gồm các loài: